# Edith How-Martyn

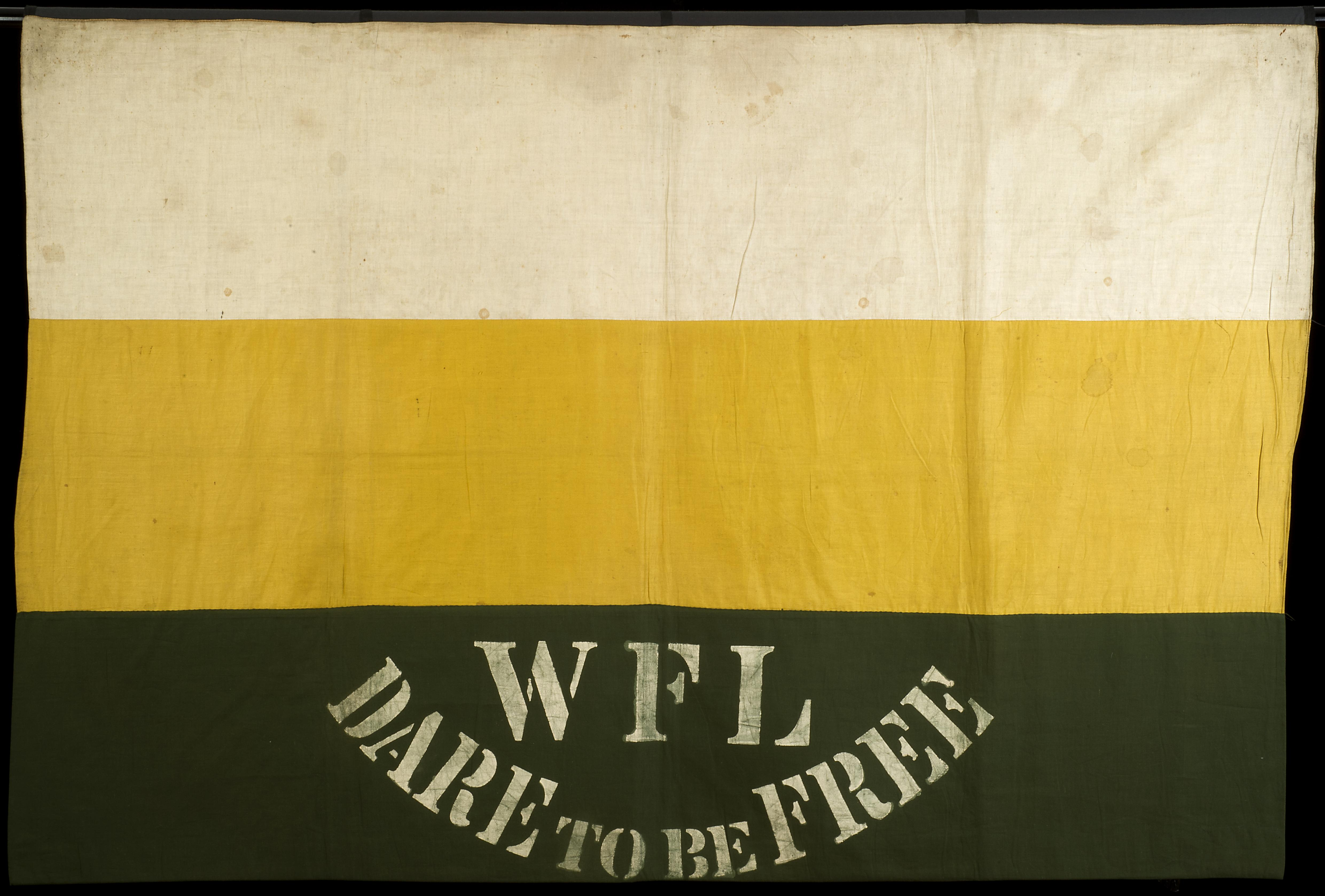
Colori e motto originali della Women's Freedom League nella Biblioteca LSE

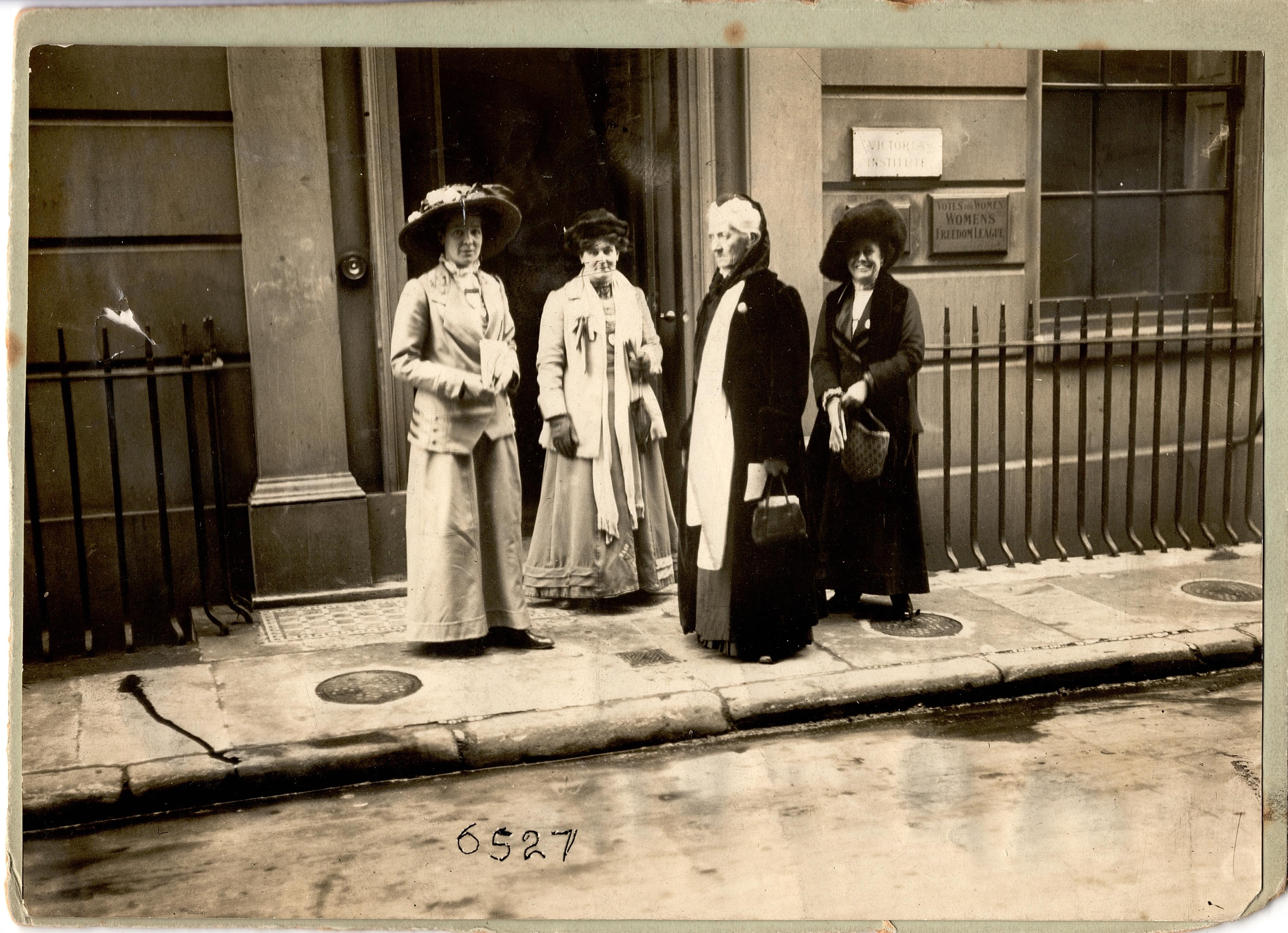
Edith How-Martyn, Mrs Sproson, Charlotte Despard, Miss Tite in piedi fuori dagli uffici della Women's Freedom League nel Victoria Institute

Edith How-Martyn, nata Edith How (Londra, 7 giugno 1875 – Sydney, 2 febbraio 1954), è stata un'attivista ed una suffragetta britannica, membro della Women's Social and Political Union (WSPU). Fu arrestata nel 1906 per aver tentato di fare un discorso alla Camera dei Comuni. Questo fu uno dei primi atti di militanza delle suffragette. Incontrò Margaret Sanger nel 1915 e realizzarono una conferenza a Ginevra. La How-Martyn visitò l'India parlando di controllo delle nascite. Non ebbe figli e morì in Australia.

## Biografia

### Primi anni e formazione
Edith How nacque a Londra nel 1875 da Edwin e Ann How. Suo padre era un droghiere e sua sorella maggiore divenne l'avvocato Florence Earengey. Edith frequentò la North London Collegiate School. Andò all'University College di Aberystwyth dove studiò fisica e matematica, ottenendo una laurea esterna all'Università di Londra nel 1903.
Sposò George Herbert Martyn nel 1899. Aveva opinioni politiche radicali e fu membro del Partito Laburista Indipendente prima di diventare uno dei primi membri della WSPU nel 1905. L'anno successivo fu nominata segretaria congiunta della WSPU con Charlotte Despard e fu nell'ottobre 1906 che fu arrestata nell'atrio della Camera dei Comuni, mentre cercava di tenere un discorso. Fu uno dei primi membri della WSPU ad andare in prigione quando le fu comminata una condanna di due mesi.

### Impegno politico
Tuttavia, la futura direzione della WSPU sotto i Pankhurst era motivo di qualche preoccupazione per lei, come lo era per gli altri membri in quel momento. Nel 1907, insieme a Charlotte Despard, Alice Abadam, Theresa Billington-Greig, Marion Coates-Hansen, Irene Miller, Bessie Drysdale, Maude Fitzherbert, furono firmatarie di una lettera indirizzata a Emmeline Pankhurst in cui spiegava la loro inquietudine il 14 settembre 1907. Questo gruppo formò la Women's Freedom League (WFL), che abbandonò le tattiche violente del gruppo WSPU in favore di atti illegali non violenti per trasmettere il loro messaggio. La How-Martyn era segretaria onoraria del nuovo gruppo, il cui motto era Osare per essere liberi, dal 1907 al 1911, quando divenne capo della sezione politica e militante. Si dimise però nell'aprile 1912, delusa dai progressi della WFL dopo la sconfitta del disegno di legge di conciliazione. Insieme a Charlotte Despard ed Emma Sproson fecero una delegazione al primo ministro britannico. Si era anche rifiutata di pagare le tasse votate solo dagli uomini.

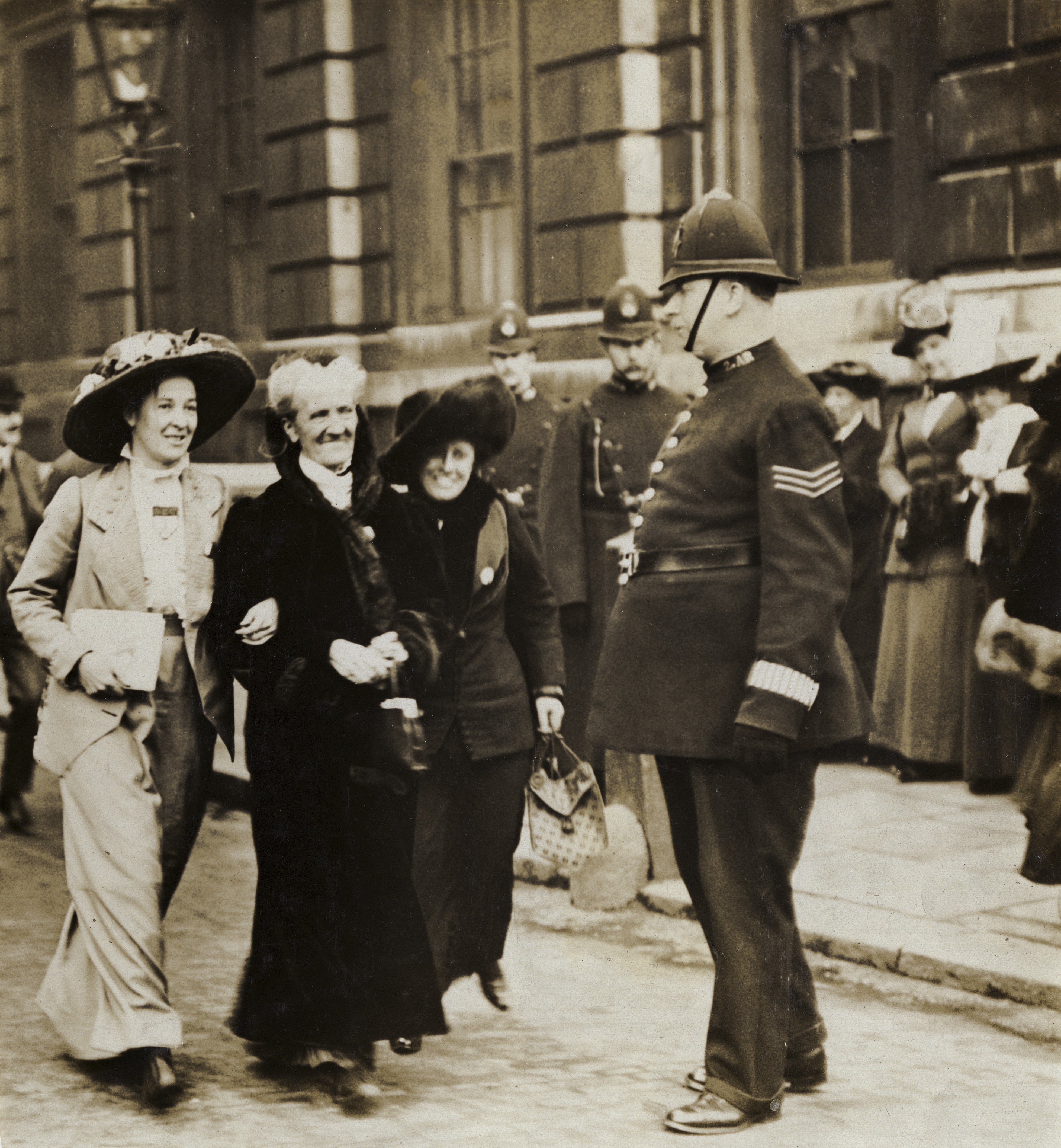
Charlotte Despard, Edith How Martyn ed Emma Sproson nel 1914 circa

Il suo successivo atto politico fu quello di candidarsi come candidata indipendente a Hendon nelle elezioni Generali del 1918, un tentativo in cui non ebbe successo. Ricoprì per la prima volta una carica pubblica nel 1919, quando divenne membro del Middlesex County Council, incarico che mantenne fino al 1922. Da allora in poi i suoi interessi furono rivolti principalmente alla questione del controllo delle nascite. Incontrò la leader americana della pianificazione familiare Margaret Sanger nel 1915 e rimase colpita dalle sue idee, organizzando successivamente la Conferenza Mondiale sulla Popolazione del 1927 a Ginevra con la Sanger e diventando direttrice onoraria del Birth Control International Information Center a Londra nel 1930.

### India e Australia
Tra il novembre 1934 e il marzo 1935 viaggiò attraverso l'India facendo una campagna per il controllo delle nascite, poi accompagnò la Sanger nel suo viaggio in Asia l'anno successivo. Tornò più volte nel subcontinente negli anni successivi per continuare il lavoro lì iniziato.
Non aveva però dimenticato la sua passata campagna per il suffragio femminile: nel 1926 istituì anche la Suffragette Fellowship che iniziò il processo di documentazione del movimento. Continuò questo lavoro nei decenni successivi attraverso una filiale locale in Australia da lei fondata, dopo essersi trasferita lì con il marito allo scoppio della seconda guerra mondiale. Norman Haire, che era tornato in Australia, informò Margaret Sanger che la How-Martyn sperava di "unire le forze con lui" per fare qualcosa per il controllo delle nascite nonostante la guerra. Haire scrisse di nuovo alla Sanger il 9 settembre 1948, chiedendole di inviare denaro per sostenere la How-Martyn che era vecchia, malata e povera. Ebbe un ictus ed morì in una casa di cura australiana.

## Riconoscimento postumo
Il suo nome e la sua foto (e quelle di altri 58 sostenitori del suffragio femminile) sono sulla base della statua di Millicent Fawcett in Parliament Square, Londra, inaugurata nel 2018.